# Teti (faraon)
Teti – władca starożytnego Egiptu, założyciel VI dynastii.

## Lata panowania
- 2347–2337 p.n.e. (Kwiatkowski)
- 2318–2300 p.n.e. (Schneider)
- 2323–2291 p.n.e. (Tiradritti, De Luca)

## Pochodzenie i rodzina
Matką jego była Seszseszet, ojcem przypuszczalnie Szepsipuptah, który nie był królem. Jego bratem mógł być Mehu, żoną natomiast była Iput, córka Unisa, a następnie Chuit. Ze związku z Iput miał syna Pepiego.

## Działalność
Według Manetona panował 30 lat i został zamordowany przez członków swojej straży przybocznej (w wątpliwość podaje to Schneider). Kanon turyński wspomina o 7 pierwszych miesiącach jego panowania i jest tutaj niekompletny. Najpóźniej znana data to szósty spis ludności, co odnosi się do spisów dokonywanych co 2 lub 1,5 roku (a więc przynajmniej 9 do 12 lat rządów).
Chcąc uprawomocnić swoją władzę, poślubił córkę poprzedniego władcy. Swoją córkę Seszseszet wydał za wezyra Mererukę, co miało być próbą rozładowania napiętej sytuacji wewnętrznej i zjednania sobie arystokracji. Jego działalność prawodawcza jest zaświadczona dekretem zwalniającym z podatków świątynię Ozyrysa w Abydos i jej kapłanów. Był też pierwszym władcą zaświadczonym w związku z kultem Hathor w Denderze. Podtrzymywał stosunki międzynarodowe, rozwijane już za czasów V dynastii, z Byblos, Puntem i Nubią. W okresie jego rządów, oprócz wymienionego Mereruki, wezyrami byli: Chnumneti, Kagemni, Neferseszemre, Neferseszemptah, Anchmahor i Chentikai.

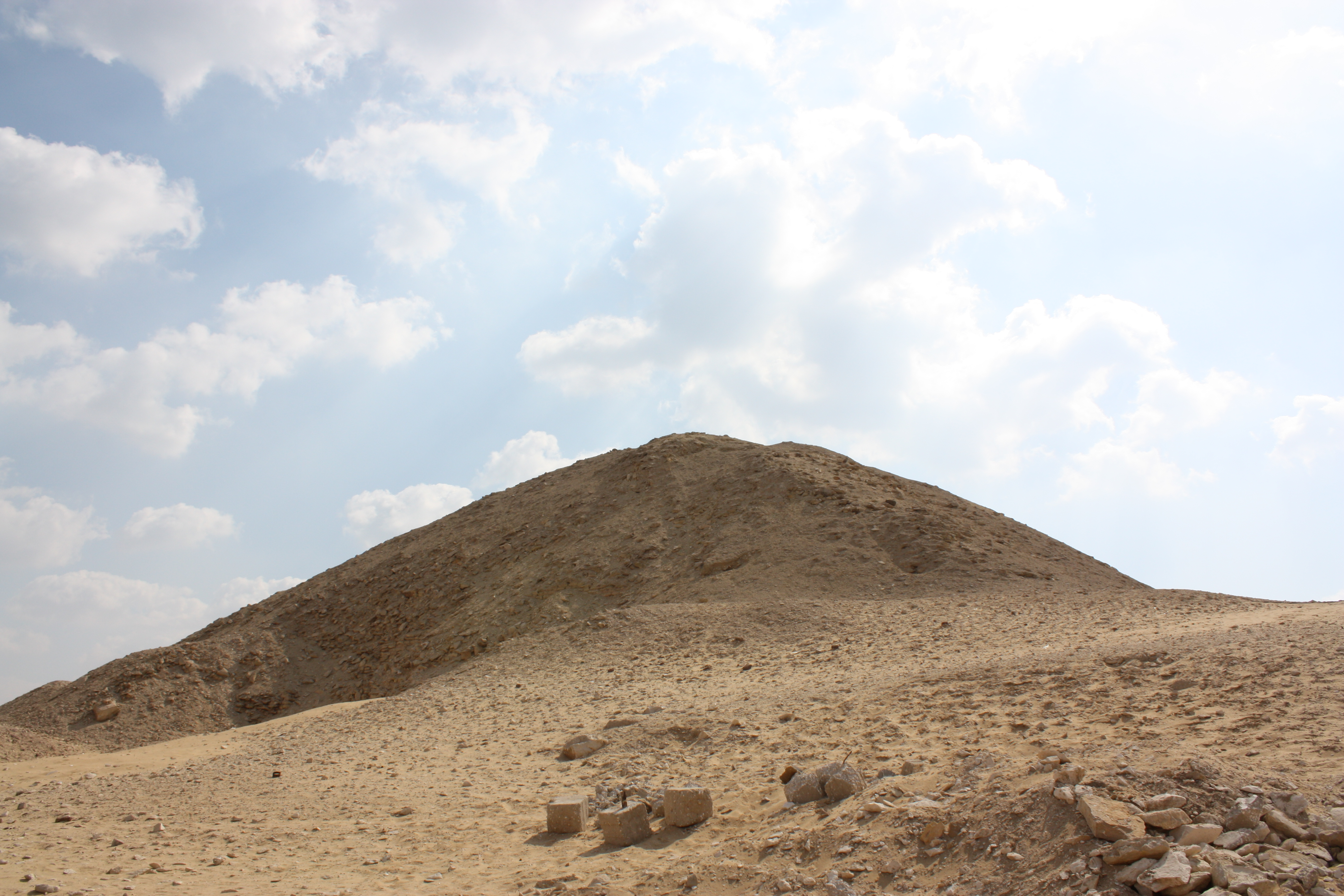
Piramida Tetiego w Sakkarze

## Zespół grobowy
Został pochowany w piramidzie w północnej Sakkarze.

## Tytulatura
| G5 |

| G5 |

| S29 | R4 · X1 · Q3 | N16 · N16 |

| S29 | R4 · X1 · Q3 | N16 · N16 |

| S29 | R4 · X1 · Q3 | N16 · N16 |

| S29 | R4 · X1 · Q3 | N16 · N16 |

| G5 |

| G5 |

| S29 | R4 · X1 · Q3 | N16 · N16 |

| S29 | R4 · X1 · Q3 | N16 · N16 |

| S29 | R4 · X1 · Q3 | N16 · N16 |

| S29 | R4 · X1 · Q3 | N16 · N16 |

| G16 |

| G16 |

| S29 | R4 · X1 · Q3 |

| S29 | R4 · X1 · Q3 |

| S29 | R4 · X1 · Q3 |

| S29 | R4 · X1 · Q3 |

| G16 |

| G16 |

| S29 | R4 · X1 · Q3 |

| S29 | R4 · X1 · Q3 |

| S29 | R4 · X1 · Q3 |

| S29 | R4 · X1 · Q3 |

| G39 | N5 |

| G39 | N5 |

| X1 · X1 | M17 |

| X1 · X1 | M17 |

| X1 · X1 | M17 |

| X1 · X1 | M17 |

| G39 | N5 |

| G39 | N5 |

| X1 · X1 | M17 |

| X1 · X1 | M17 |

| X1 · X1 | M17 |

| X1 · X1 | M17 |